# Чарман-Андерсон, Сав
Сав Чарман-Андерсон (родилась 15 апреля 1971 года, Великобритания) — это бывший исполнительный директор Open Rights Group, группы кампаний, базирующихся в Лондоне. Она также является журналистом, консультантом социального программного обеспечения, блогером и общественным спикером. 15 февраля 2008 года она вышла замуж за Кевина Андерсона. Вошла в список «50 самых влиятельных британцев в технологии» по версии газеты The Daily Telegraph; она много работала, чтобы получить признание для других женщин в технологических областях.

## Карьера

### Ранняя карьера, ведение блога, и социальное программное обеспечение
Чарман — выпускница Кардиффского университета со степенью бакалавра в области геологии. Ранние проекты включали музыку, журналистику, веб-публикации и предоставления веб-поддержки другим изучающим Welsh. Во время работы в качестве помощника редактора по науке в издательской компании, она выбрала для себя имя «SUW» после его создания в качестве типографской ошибки для её короткого имени Сью. Её личный блог, «Шоколад и водка», появился в июне 2002 года, и был посвящён особенностям комментариев в блогосфере, социальным вопросам и политике её растущей аудитории.
Её работа в социальном программном обеспечении включает в себя BlogOn конференцию в Нью-Йорке, в 2005 году. Она работала для таких компаний, как MSN, BUPA, Dresdner Kleinwort Wasserstein, Socialtext, Джеки Купер PR, университета Де Монфор и BBC News Online, выполняя различные задачи от обучения до консалтинга. Она часто говорит о ведении блога для бизнеса. В январе 2012 года она начала вести блог на Forbes.com о публикациях и краудфандинге.

### Активизм
Её работа в Интернете привела её к изучению вопросов, связанных с правами и обязанностями в Интернете, например, её статья для The Guardian в 2004 году изучает правду за общий доступ к файлам и музыкальной индустрии.
В 2005 году она стала соучредителем Open Rights Group,. Как основатель ORG, она прокомментировала широкий круг вопросов, касающихся собственности и новых средств массовой информации.

### ДеньАды Лавлейс
В 2009 году Чарман набрала группу блогеров для выбора влиятельных женщин в области науки, технологии, инженерии и математики (STEM). Это стало ежегодным событием, которое называется «Днем Ады Лавлейс». В 2010 году более 2000 человек сделали записи в блоги, подкасты и видео, поддерживающие проект.